# Pierre Cour
Pour les articles homonymes, voir Cour.
Pierre Cour, né le 5 avril 1916 à Brunoy (Seine-et-Oise) et mort le 22 décembre 1995 à Montluçon (Allier), est un parolier français.

## Biographie
Pierre Cour a écrit pour plusieurs générations d'artistes, signant bien des succès des années 1950, 1960 et 1970. Parmi ses interprètes figurent notamment Roger Whittaker, mais aussi Dalida, France Gall, Germaine Montero, Jean-Claude Annoux, Enrico Macias, Jacqueline Boyer, Petula Clark, Richard Anthony, Brigitte Bardot, Les Compagnons de la chanson, Marie Laforêt, Rachel, Marcel Zanini et bien d'autres.
Il a été le spirituel animateur de nombreuses « grandes soirées » de télévision au moment des fêtes de fin d'année. Il est aussi le « régisseur Albert », personnage récurrent à l'humour caustique, dans l'émission de radio Silence Antenne (Paris Inter) animée chaque lundi soir par Robert Beauvais et Gisèle Parry, en direct du théâtre de la Gaîté-Lyrique à Paris.
En 1967, il écrit, sur une musique d'André Popp, ce qui deviendra, avec Tom Pillibi, l'un de ses plus grands succès, L'amour est bleu. La même année, la chanson, interprétée par Vicky Léandros, représente le Luxembourg au Concours Eurovision de la chanson, arrive à la 4e place et aura un impact international avec l'interprétation instrumentale qu'en fera Paul Mauriat.
Il est inhumé au cimetière de Rougnat, dans la Creuse.